# Flupentixol
Flupentixolul este un antipsihotic tipic derivat de tioxantenă, fiind utilizat în tratamentul schizofreniei și al psihozelor. Căile de administrare disponibile sunt orală și intramusculară (forme depot).
În doze mici, prezintă și efecte antidepresive.